# 艺术广场 (蒙特利尔)

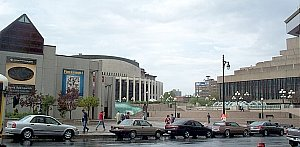

艺术广场（Place des Arts）是加拿大魁北克蒙特利尔一个主要表演艺术中心，以及加拿大最大的文化艺术综合体。
该综合体是蒙特利尔交响乐团、加拿大大芭蕾舞团（Les Grands Ballets Canadiens）和蒙特利尔歌剧院的所在地，位于圣玛丽城（Ville-Marie）的圣凯瑟琳街和德迈松内夫大道（De Maisonneuve Boulevard），以及圣于尔班街（Saint Urbain Street）和珍妮-曼斯街（Jeanne-Mance street）之间，所在地区现在被称为蒙特利尔娱乐区（Quartier des spectacles）。

## 作品

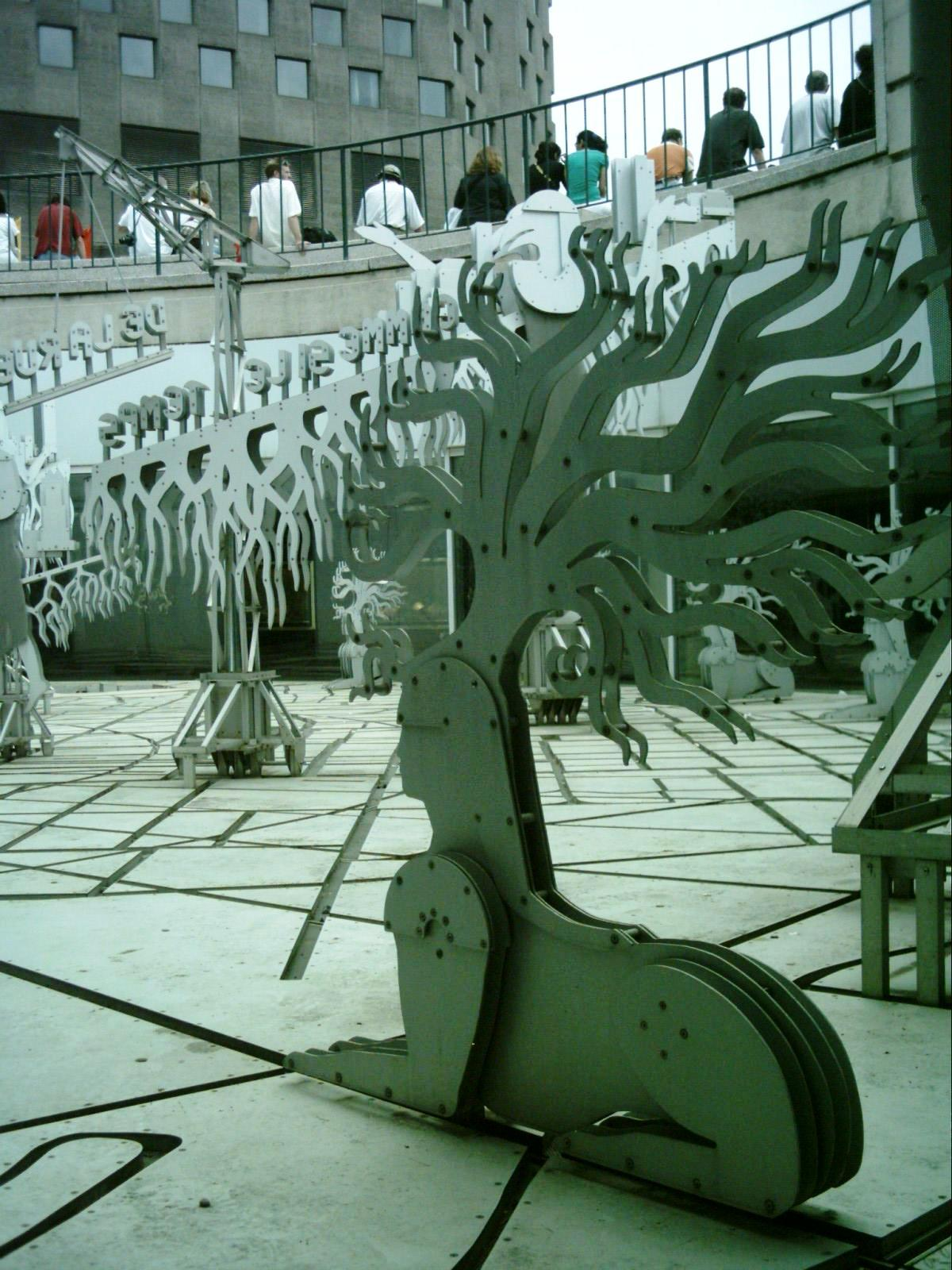
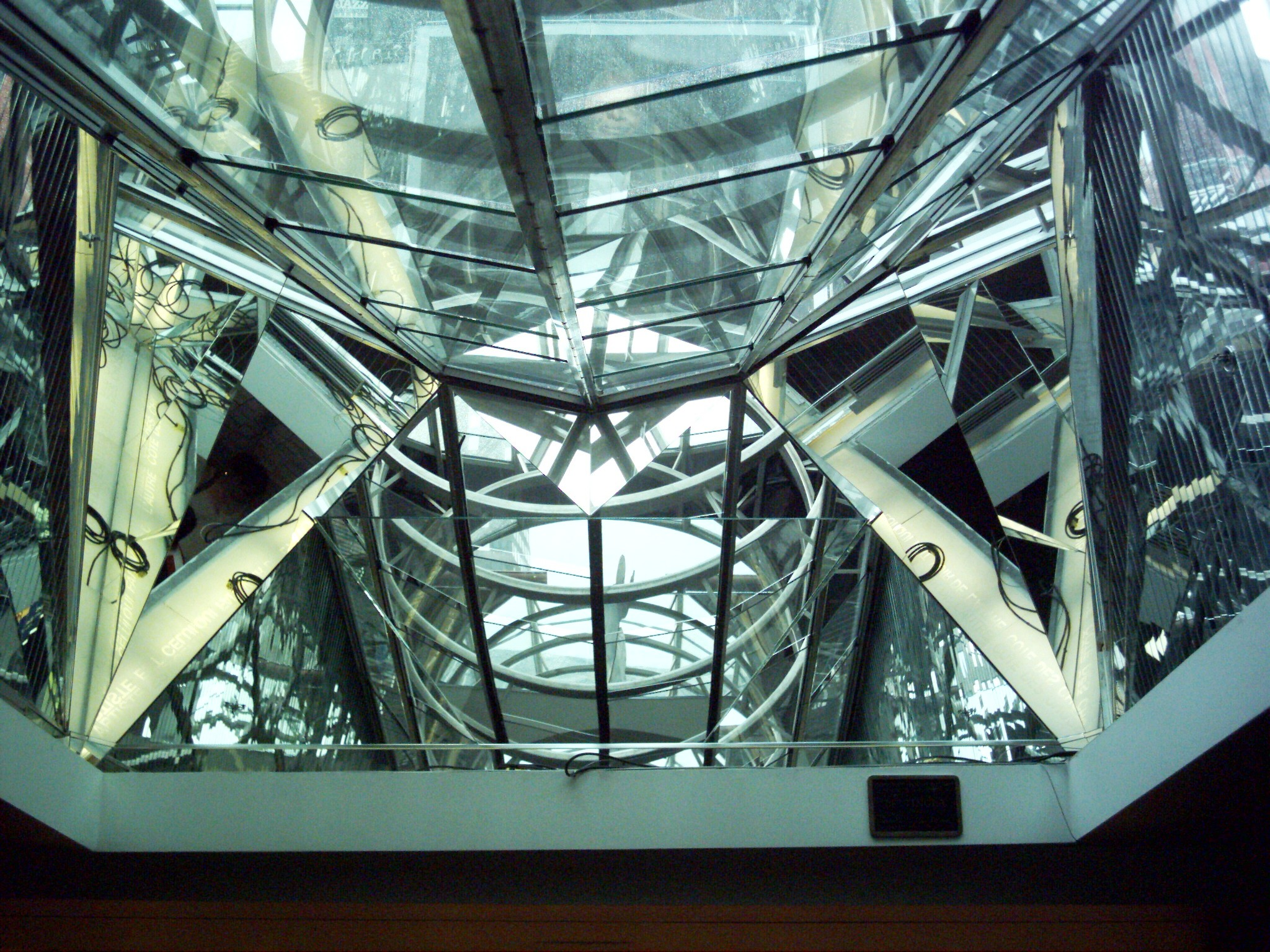

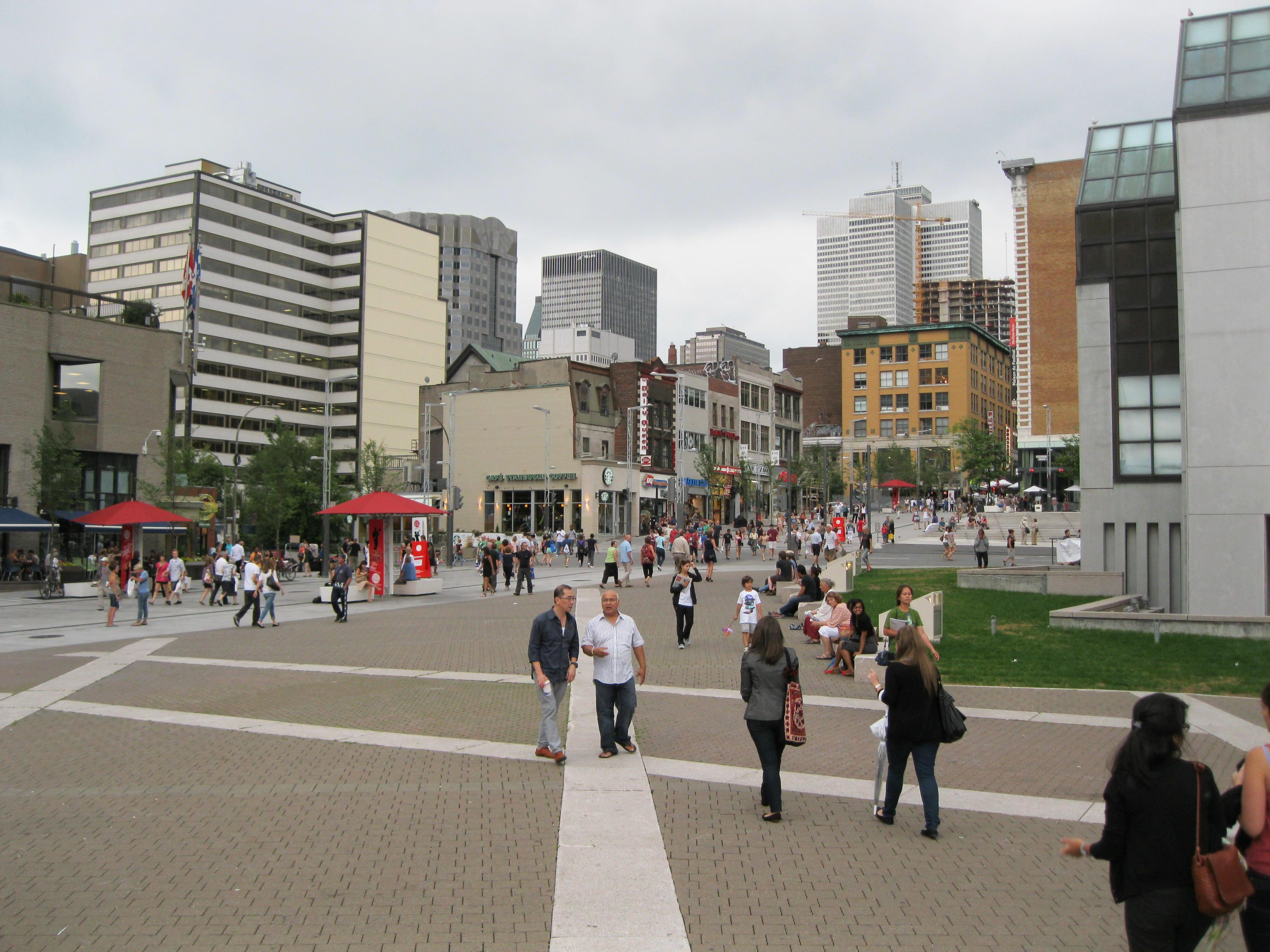
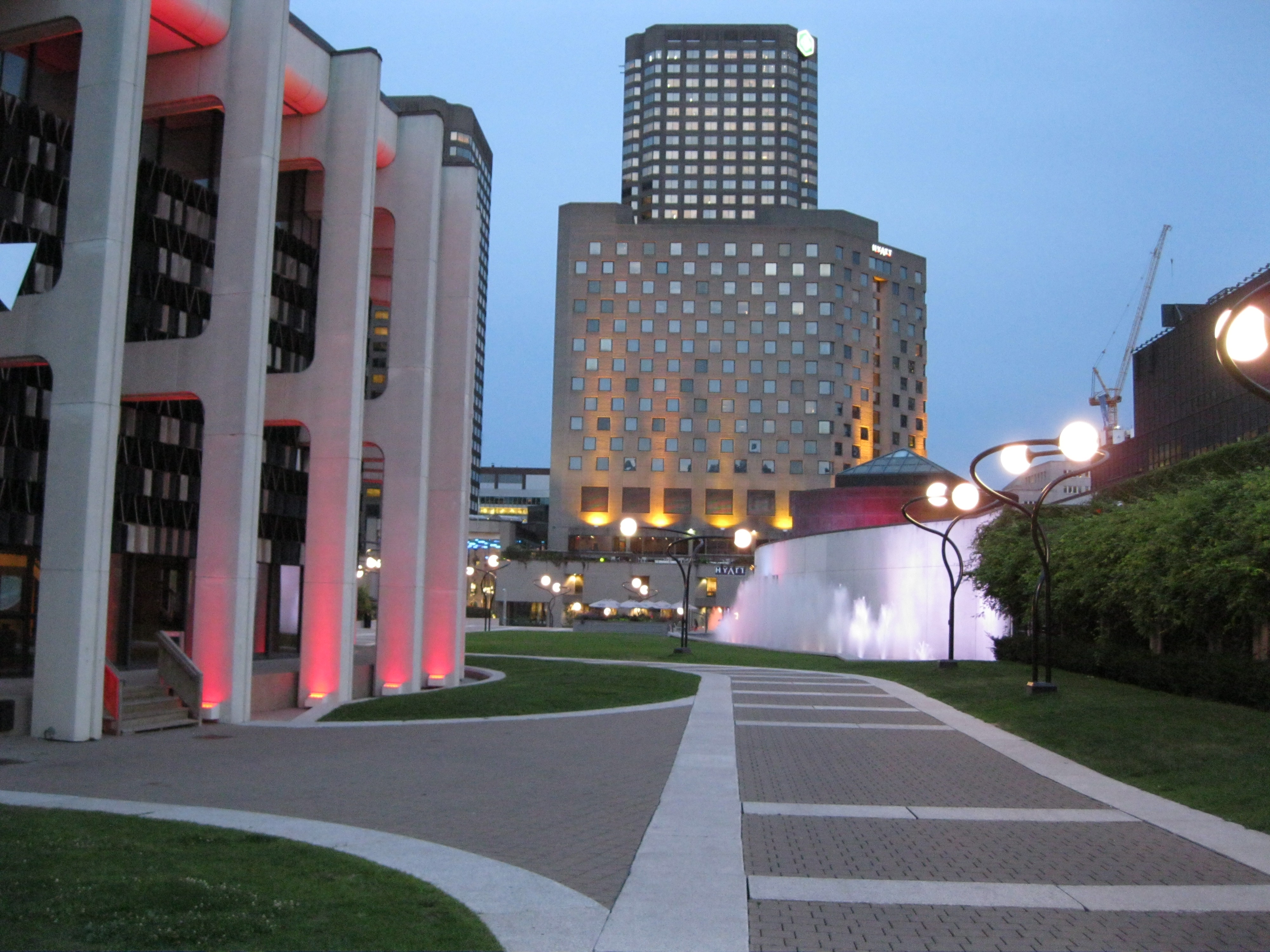
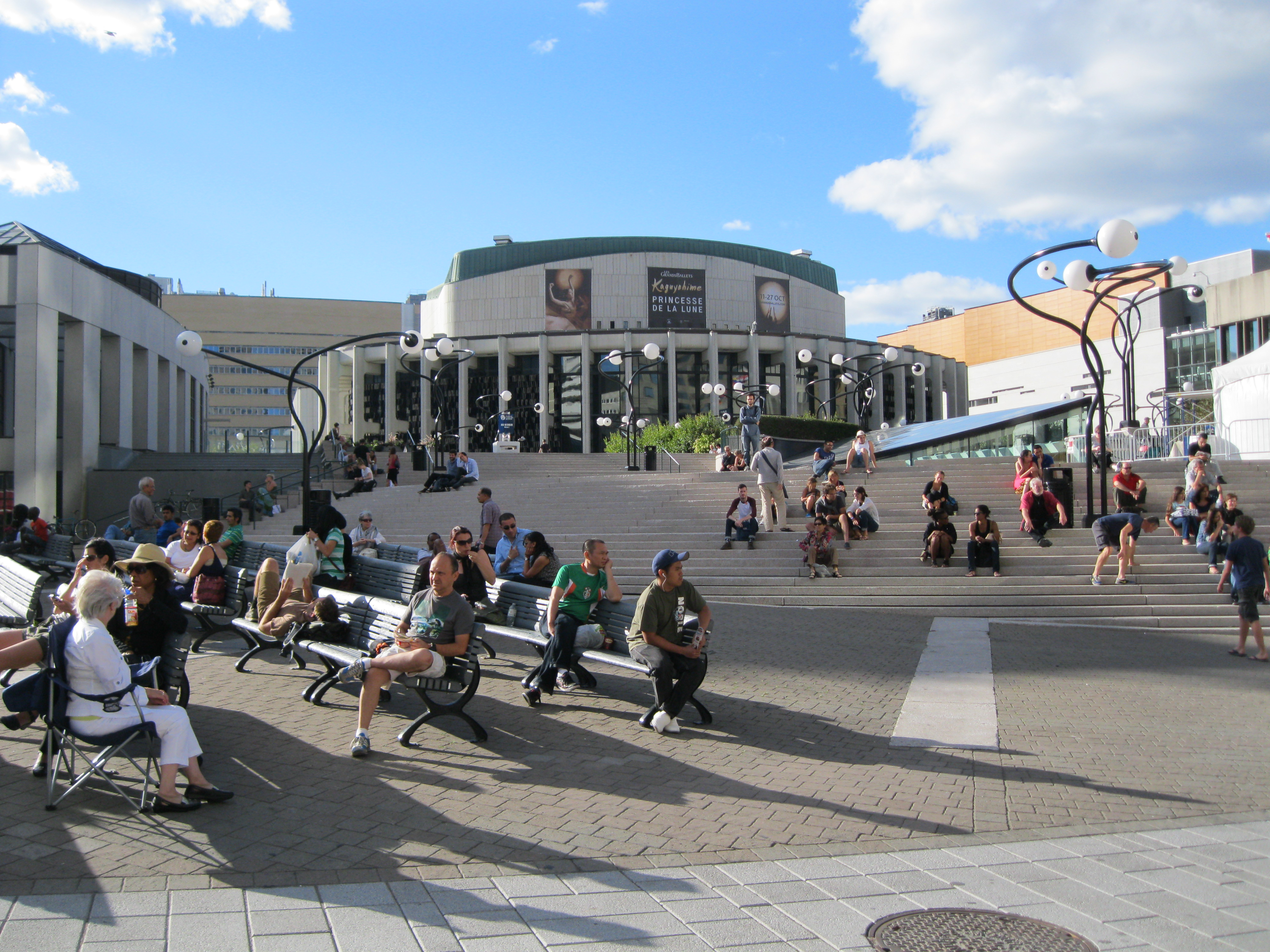
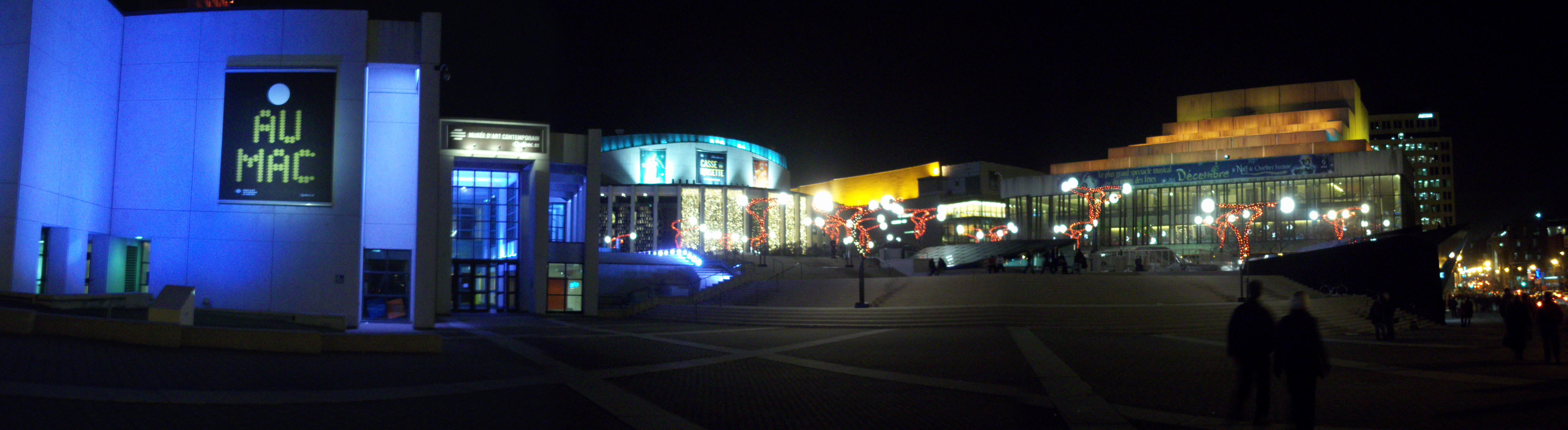
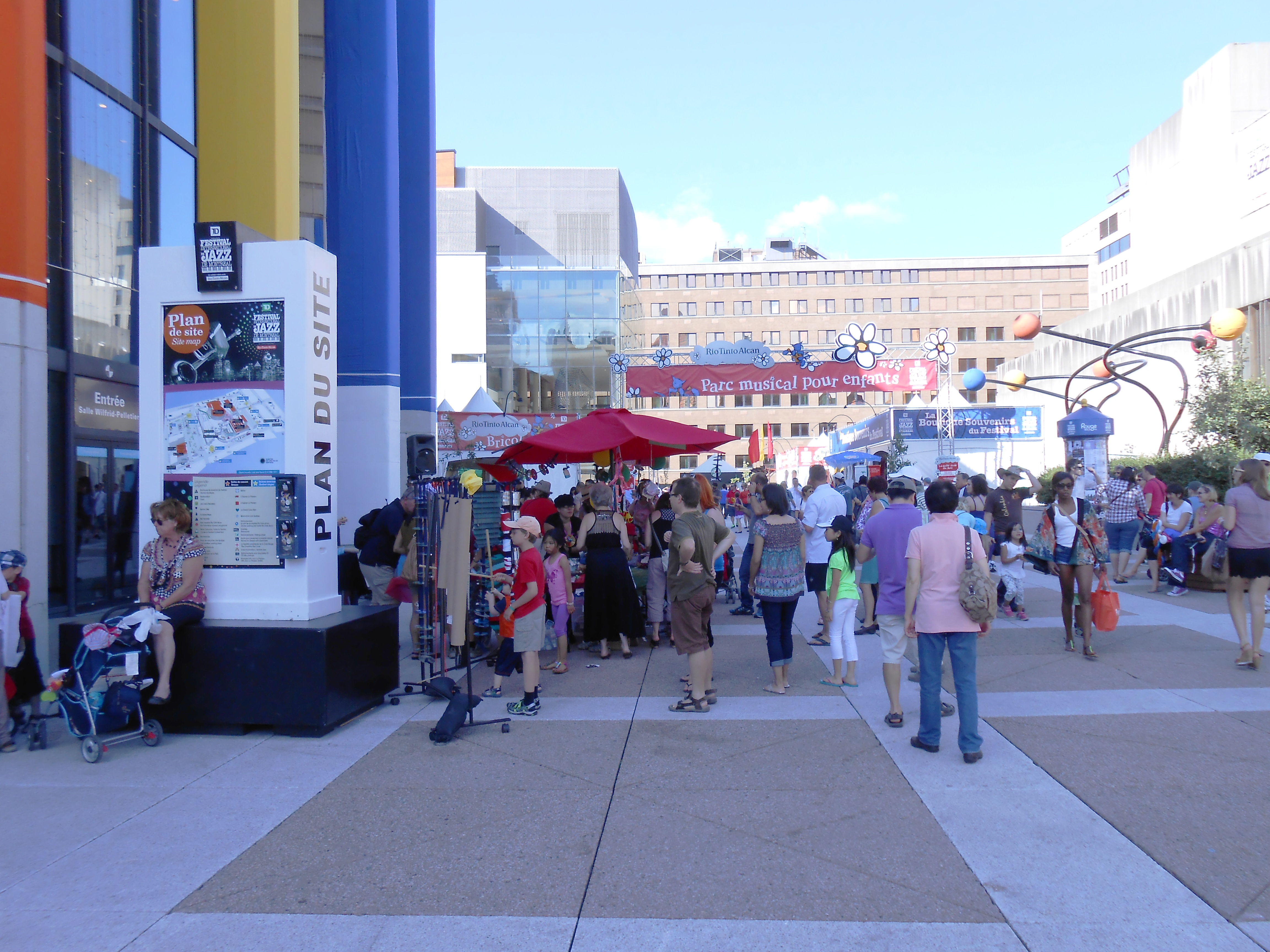
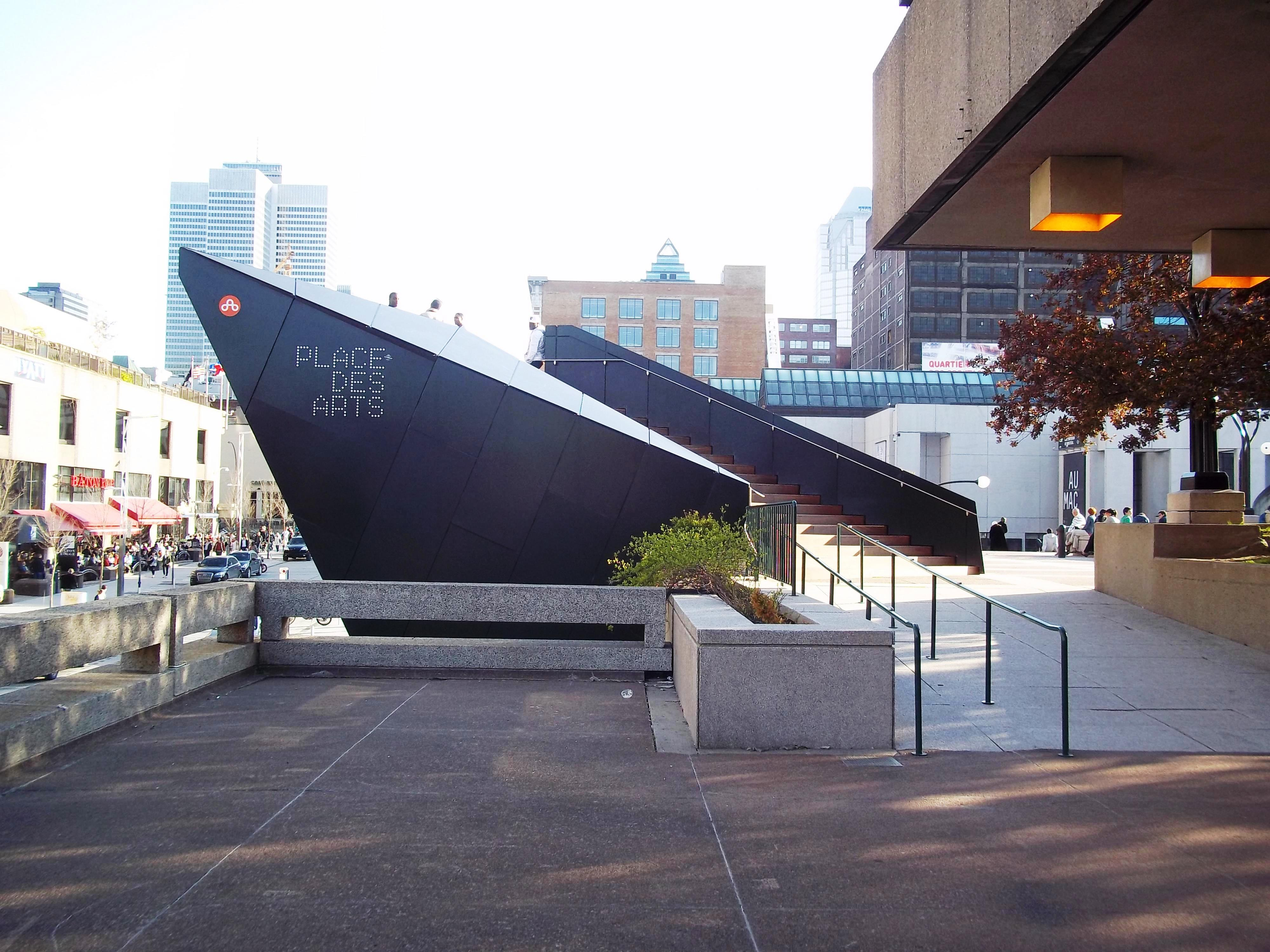
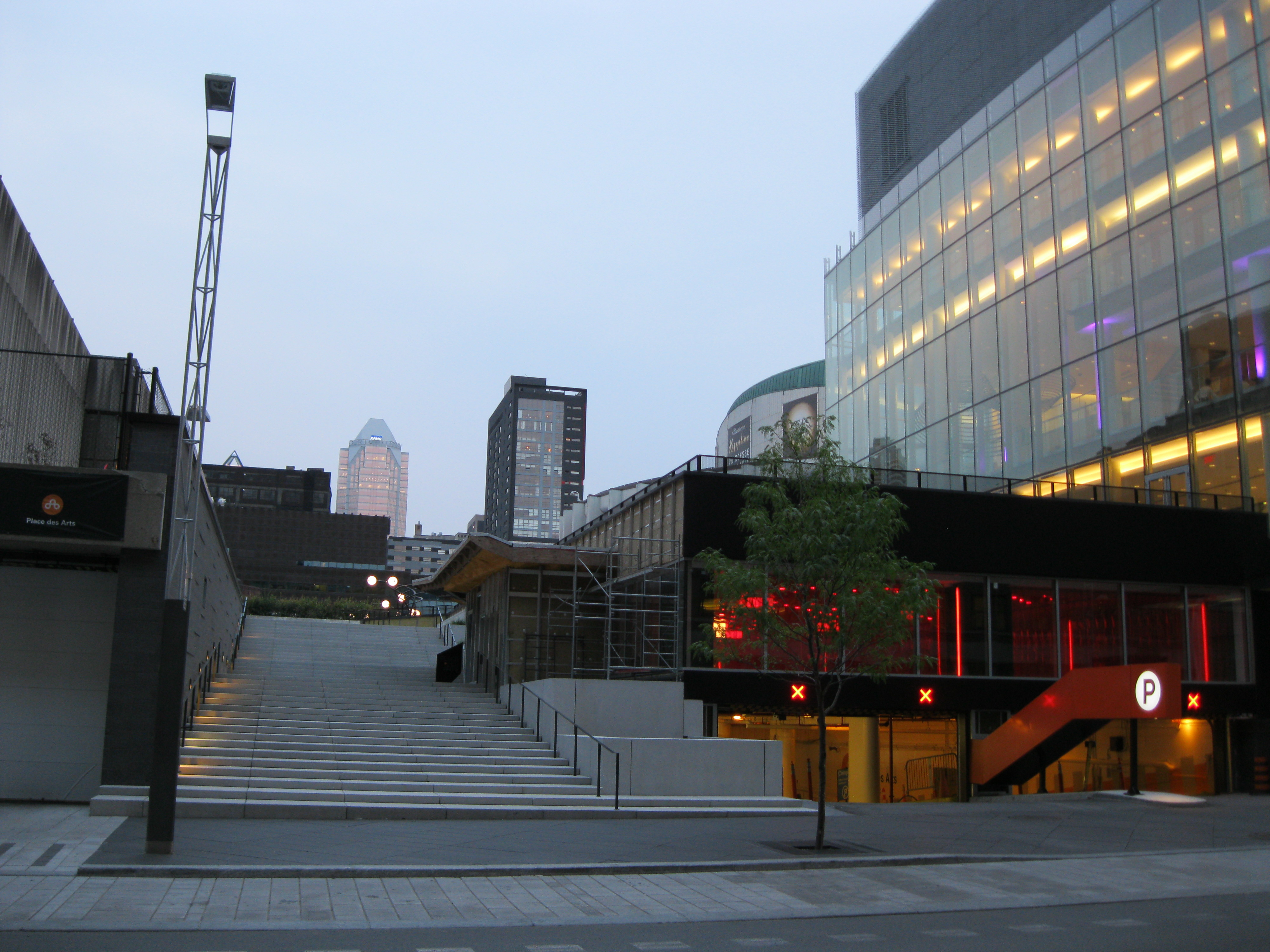